# Вачко–капски језици
Вачко–капски или вака–кабијски језици су једна од грана пама-њунганских језика. 

## Подела
Вачко–капски језици:
- Тански језици: 
  - Гуренгуреншки (гуренг гуренг)
  - Кабикапски (кабикаби)
  - Тулуански (тулуа, дулуа, дапил, нарунг)
- Мијански језици:
  - Вуливулски (вуливули)
  - Вакавачки (вакавака, вака)
  - Барангамски (барангам, мурингам)